# Un quinteto a lo loco
Un quinteto a lo loco (en italiano: Amici miei - Atto IIº) es una película italiana de 1982 del género comedia dirigida por Mario Monicelli.
Siete años después, el director firma el segundo episodio de lo que será una trilogía muy exitosa y que aún cuenta con cinco amigos florentinos amantes de las bromas y los goliards.
La película marca el final de una época, la de la commedia all'italiana, de la que el director fue uno de los maestros.

## Reparto
- Ugo Tognazzi: Raffaello Mascetti
- Gastone Moschin: Rambaldo Melandri
- Adolfo Celi: Alfeo Sassaroli
- Renzo Montagnani: Guido Necchi
- Paolo Stoppa: Savino Capogreco
- Philippe Noiret: Giorgio Perozzi
- Milena Vukotic: Alice Mascetti
- Fiorella Bucci: Melisenda Mascetti
- Franca Tamantini: Carmen Necchi
- Angela Goodwin: Laura Perozzi
- Alessandro Haber: Paolo
- Domiziana Giordano: Noemi Bernocchi
- Tommaso Bianco: Antonio Esposito
- Yole Marinelli: Anita Esposito
- Renato Cecchetto: Augusto Verdirame

## Actores de doblaje españoles[1]
- Simón Ramírez: Raffaello Mascetti
- ?: Rambaldo Melandri
- Luis Carrillo: Alfeo Sassaroli
- Teófilo Martínez: Guido Necchi
- Ana María Saizar: Carmen Necchi
- Salvador Arias: Savino Capogreco
- Ruperto Ares: Giorgio Perozzi
- Pilar Gentil: Anita Esposito

## Seguido
- Amici miei - atto III° de Nanni Loy

En España la tercera película es sin editar.